# 蜘蛛人：新宇宙
《蜘蛛人：新宇宙》（英語：Spider-Man: Into the Spider-Verse）是一部於2018年上映的美國電腦動畫超級英雄電影，本片為蜘蛛宇宙系列的第一部電影，由哥倫比亞影業、漫威娛樂和索尼動畫聯合製作，並由索尼影視娛樂負責發行。本片由鮑伯·培斯奇提、彼得·拉姆齊與羅德尼·羅斯曼執導，並由菲爾·洛德與克里斯多福·米勒撰寫劇本，劇情圍繞著由布萊恩·麥克·班迪斯與莎拉·皮謝利創作的漫威漫畫角色邁爾斯·摩拉斯／蜘蛛人展開。本片由沙梅克·摩爾、海莉·史坦菲德、李佛·薛伯、馬赫夏拉·阿里、布萊恩·泰瑞·亨利和傑克·強森擔任主要配音員。
由菲爾·洛德和克里斯多福·米勒共同籌拍的一部蜘蛛人動畫電影的計劃於2014年首度公開，並於2015年4月受到證實。沙梅克·摩爾與李佛·薛伯於2017年4月加入劇組，而馬赫夏拉·阿里和布萊恩·泰瑞·亨利則於同年6月簽約參演。
本片的片名於12月公布。該片於2018年12月14日在美國上映。電影發行後口碑和票房雙收，動畫效果、動作場面、角色設計、編劇皆獲得正面評價，本片同時獲頒眾多獎項，這其中包含第91屆奧斯卡金像獎的最佳動畫長片獎、第46屆安妮獎的七項獎項、第76屆金球獎最佳動畫。
續集《蜘蛛人：穿越新宇宙》於2023年6月2日上映。

## 劇情
邁爾斯·摩拉斯是一位仰慕紐約英雄蜘蛛人的中學生，他從小有著卓越物理知識，但不情願地被父母送到布魯克林的一間名校「願景學院」（Visions Academy）就讀。他的警察父親傑佛遜尤其希望邁爾斯能成材，並將蜘蛛人視為社會威脅。邁爾斯一天下課後偷溜出宿舍，去見他從小就崇拜的叔叔亞倫，跟著亞倫到紐約地鐵隧道中的一處荒廢區域噴塗鴉藝術，而一隻具有放射性且標註42號的蜘蛛往邁爾斯手上咬下一口。隔天，返校的邁爾斯發現自己身上出現前所未有的強大能力，手腳有蜘蛛般的黏著性，還包括全身隱形以及電流攻擊，因此懷疑自己同樣變成蜘蛛人。
邁爾斯回到隧道中尋找咬傷他的蜘蛛屍體一探究竟，但被隧道深處傳來的打鬥聲吸引而走進煉金術公司實驗重地，無意間找到一部巨大的超級粒子對撞機。紐約市的犯罪領主威爾遜·菲斯克身為對撞機的建造者，由於跟蜘蛛人的恩怨間接造成他的妻兒受驚遠離他過程中雙雙車禍喪命，因此企圖發動對撞機開啟多重宇宙來帶回身在其他宇宙的妻小。蜘蛛人營救邁爾斯後試圖摧毀對撞機，跟菲斯克的兩位執行者綠惡魔和潛行者對戰，過程中干預發動進程而引發爆炸。綠惡魔被壓死在瓦礫堆中，重傷不起的蜘蛛人將唯一能关闭且摧毀對撞機的隨身碟交給邁爾斯，將关闭對撞機的使命交託給他。情急的邁爾斯答應他後，躲在遠處無奈地看著菲斯克將蜘蛛人活活打死，他逃跑時一度被潛行者追殺，卻還是僥倖逃跑回家。蜘蛛人喪命的消息公佈後，整個紐約被蒙上一層悲傷陰影。
葬禮過後，邁爾斯購買一套蜘蛛人服裝，試圖測試自己的能力時卻不慎將隨身碟摔壞，他來到蜘蛛人墓前致歉時卻遇見彼得·B·帕克，一位來自另一條平行宇宙的落魄中年蜘蛛人。在邁爾斯強求之下，彼得答應當他的導師，想辦法重啟對撞機回家。由於隨身碟已損毀，他只好陪邁爾斯溜進煉金術公司總部偷取相關數據。但幫菲斯克研發對撞機的科學家奧莉薇亞·奧克塔維斯撞見他們，她透漏彼得繼續留在這個宇宙身體將持續惡化致死，隨後現出八爪博士的樣貌展開攻擊。兩人想辦法偷走她的電腦主機，但八爪博士對他們窮追不捨，直到同樣來自另一條宇宙的女蜘蛛人關·史黛西出手營救而讓他們成功逃離。一行人隨後去見蜘蛛人的嬸嬸梅·帕克，得知還有另外三名不同宇宙的蜘蛛人同樣受對撞機影響而來到這裡：暗影蜘蛛人、駕駛戰鬥機甲的潘妮·帕克、以及豬豬人。
眾蜘蛛人齊聚後成功修復隨身碟，但由於每個人都有身體持續惡化的問題，眾人開始面臨當中誰必須留下來摧毀對撞機的抉擇，邁爾斯原本自告奮勇想幫忙，但他因還未學會控制能力而受到關等人質疑。沮喪的邁爾斯為不在家的亞倫留下信，但潛行者不久後走進住處，靠隱形來隱藏的邁爾斯發現潛行者的真實身份竟是叔叔亞倫。邁爾斯逃回梅的家中通報時不慎被潛行者跟蹤，菲斯克一眾部下、包括蝎子人和墓碑集體攻入家中。其他蜘蛛人想辦法應付時，邁爾斯被潛行者逼到死路，只能摘下面罩來勸降叔叔。亞倫無法對心愛的侄子下手，良心發現之下被菲斯克視為累贅槍擊，邁爾斯只能將亞倫抬到一條無人的小巷眼睜睜看著他斃命，而接到警方通報的傑佛遜走進小巷找到亞倫遺體。彼得決定留下來協助其他人逃跑，所有人走前將邁爾斯綁在宿舍的椅子上，希望他不要繼續插手。
綁在宿舍裡的邁爾斯聽到門外的傑佛遜準備告知亞倫喪生一事，聽完父親對他的用心良苦後，邁爾斯找到自我而霎那間掌握住能力而脫身，馬上到梅的家自製一套黑色戰服。彼得一行人來到對撞機旁等待時機，卻遭到大量敵人伏擊。對撞機的啟動在紐約引發多重宇宙擠壓現象，邁爾斯及時趕來支援，所有蜘蛛人聯手擊敗八爪博士、蝎子人與墓碑。邁爾斯決定獨自殿後，讓潘妮、豬豬人、暗影蜘蛛人、關和彼得返回各自的宇宙，而菲斯克再次錯過帶回家人的時機，狂怒之下重創獨身對抗他的邁爾斯。但邁爾斯看見他的父親在遠處觀戰，於是重新站起來靠電流能力擊敗菲斯克，將他扔出去按下緊急按鈕、運行隨身碟徹底摧毀對撞機。事後，菲斯克等一眾部下都被逮捕，邁爾斯以蜘蛛人身份跟父親短暫見面後，被紐約市民譽為新英雄。
邁爾斯經過這次歷險找到自我、接納他應有的責任，與父親和好並陪他共同繪製紀念叔叔亞倫的塗鴉。其他人也回到各自的世界與生活中；彼得回去後開始改善生活，跟前妻瑪莉珍重歸於好。關經過這次冒險而喜歡上邁爾斯，後來也找到穿越回邁爾斯之宇宙的方法。與此同時，在另一個宇宙中，2099年紐約的未來蜘蛛人米格爾·奧哈拉透過人工智能助手萊拉得知這次多重宇宙危機後，取得一部手鏈式時空次元穿梭儀器。他決定進行首次測試，靠時間旅行穿越至“一切的起始點”67號宇宙，跟當地的蜘蛛人為“誰先用手指著對方”一事中爭吵起來。

## 角色
- 沙梅克·摩爾聲演邁爾斯·摩拉斯／蜘蛛人：一名居住於紐約布魯克林的高中生[4]，物理系的高材生，喜愛塗鴉和貼畫藝術，但不情願地被父母安排前程，某天偶然地成為了蜘蛛人的“繼任者”。
- 傑克·強森聲演彼得·B·帕克／蜘蛛人：一位來自另一個宇宙的蜘蛛人，中年褐髮、生活落魄，不情願地勉強擔任邁爾斯的英雄導師[5]。
  - 克里斯·潘恩聲演彼得·帕克／蜘蛛人（英语：Spider-Man (Ultimate Marvel character)）[6]：邁爾斯所在宇宙的蜘蛛人，一名年輕金髮的自由攝影師，臨死前將拯救紐約市的重任交付給邁爾斯。
- 海莉·史坦菲德聲演關·史黛西／女蜘蛛人：一位「自由奔放」的女蜘蛛人[5]，同樣來自另一宇宙，一度用著臨時起意編造的假名「關達」。
- 貴美子·格倫聲演潘妮·帕克：一位來自未來世界的日裔混血中學生，駕駛父親留下的蜘蛛機甲打擊罪犯。
- 約翰·穆拉尼聲演彼得·豬客／豬豬人[7]：本來是一隻蜘蛛，被梅·豬客咬過一口後變成人形豬，但保留了蜘蛛的能力，成為一個自稱「豬豬人」的超級英雄。
- 尼可拉斯·凱吉聲演彼得·帕克／暗影蜘蛛人[8]：來自1930年代的黑暗式彼得·帕克，作風冷硬的超級英雄。
- 李佛·薛伯聲演威爾遜·菲斯克／金霸王：紐約最強的犯罪領主[4][5]，數年前因蜘蛛人干預而失去妻小，建造對撞機試圖帶回他在多重宇宙中的家人。
- 馬赫夏拉·阿里聲演亞倫·戴維斯／潛行者（英语：Prowler (comics)）：邁爾斯的叔叔[9]，其奔放個性而被邁爾斯崇拜，但他暗中身為菲斯克的犯罪執行者。
- 布萊恩·泰瑞·亨利聲演傑佛遜·摩拉斯（英语：List_of_Marvel_Comics_characters:_D#Jefferson_Davis）：邁爾斯的父親，為一名紐約市警察[9]，對兒子要求嚴格、一板一眼，看不上蜘蛛人維護正義的方式。
- 莉莉·湯姆琳聲演梅·帕克：蜘蛛人的嬸嬸[5]，她在彼得·B·帕克的宇宙中已經去世，在邁爾斯的宇宙中同樣身為蜘蛛人的精神導師。
- 蘿倫·維萊斯聲演里歐·摩拉斯（英语：List_of_Marvel_Comics_characters:_M#Rio_Morales）：邁爾斯的母親[5]，紐約醫院的急救人員。
- 奧斯卡·伊薩克聲演米格爾·奧哈拉／蜘蛛人2099[10]：2099年的未來蜘蛛人，僅在片尾彩蛋中登場。

其他角色凱薩琳·哈恩聲演女性版本的八爪博士，名叫奧莉薇亞·「莉芙」·奧克塔維斯。柔伊·克拉維茲聲演瑪莉·珍·華生、蕾克·貝爾聲演凡妮莎·菲斯克、喬馬·塔昆聲演綠惡魔和馬文·「克朗頓」·瓊斯三世聲演墓碑。蜘蛛人的聯合創始人史丹·李也在電影中客串蜘蛛人紀念品商店的老闆史丹。

### 配音員
| 角色                          | 配音                     | 配音   | 配音   | 配音     | 配音       |
| 角色                          | 美國                     | 台灣   | 香港   | 中国大陆 | 日本       |
| ----------------------------- | ------------------------ | ------ | ------ | -------- | ---------- |
| 蜘蛛人／邁爾斯·摩拉斯         | 沙梅克·摩爾              | 孟慶府 | 侯雋熙 | 彭昱畅   | 小野贤章   |
| 蜘蛛人／彼得·B·帕克           | 傑克·約翰森              | 陳彥鈞 | 陳振聲 | 张欣     | 宫野真守   |
| 彼得·帕克／蜘蛛人             | 克里斯·潘恩              | 賴震澤 | 郭俊廷 | 曹真     | 中村悠一   |
| 女蜘蛛人·關／關·史黛西        | 海莉·史坦菲德            | 陳貞伃 | 葉嘉敏 | 张天爱   | 悠木碧     |
| 潛行者／亞倫·摩拉斯           | 馬赫夏拉·阿里            | 尹仲敏 | 蔡忠衛 | 郭易峰   | 稻田徹     |
| 傑佛遜·摩拉斯                 | 布萊恩·泰瑞·亨利         | 符爽   | 周志輝 | 刘北辰   | 乃村健次   |
| 里歐·摩拉斯                   | 蘿倫·維萊斯              | 蔣篤慧 | 林燕婷 | 周帅     | 小島幸子   |
| 梅·帕克                       | 莉莉·湯姆琳              | 陳季霞 | 陳安瑩 | 武向彤   | 澤海陽子   |
| 潘妮·帕克                     | 貴美子·格倫              | 詹雅菁 | 鄭佩嘉 | 吴迪     | 高橋李依   |
| 豬豬人／彼得·豬客             | 約翰·穆拉尼              | 顏志翔 | 周凱榮 | 翟巍     | 吉野裕行   |
| 暗影蜘蛛人                    | 尼可拉斯·凱吉            | 康殿宏 | 高翰文 | 刘风     | 大塚明夫   |
| 金霸王／威爾遜·菲斯克         | 李佛·薛伯                | 楊少文 | 黃文偉 | 程玉珠   | 玄田哲章   |
| 八爪博士／奧莉薇亞·奧克塔維斯 | 凱薩琳·哈恩              | 杜素真 | 莫蒨茹 | 黄莺     | 渡邊明乃   |
| 瑪莉·珍·華生                  | 柔伊·克拉維茲            | 康暐宜 | 郭碧珍 | 张琦     | 甲斐田裕子 |
| 凡妮莎·菲斯克                 | 蕾克·貝爾                | 詹雅菁 | 鄭佩嘉 |          | 田中敦子   |
| 綠惡魔                        | 喬馬·塔昆                | 林谷珍 | 李建良 |          | 鶴岡聰     |
| 墓碑                          | 馬文·「克朗頓」·瓊斯三世 | 林谷珍 | 周凱榮 |          | 鶴岡聰     |
| 老闆史丹                      | 史丹·李                  | 孫中台 | 李家輝 |          |            |

## 製作
2014年11月，索尼影業遭黑客攻擊事件之後，索尼影視娛樂試著與菲爾·洛德與克里斯多福·米勒一同製作一部蜘蛛人動畫喜劇片的消息流傳出來。2015年4月22日，索尼宣布，該蜘蛛人動畫電影將由洛德與米勒編劇，艾維·亞拉、麥特·托馬赫與艾美·帕斯卡監製。該片將會是一個獨立的個體，與任何其他蜘蛛人宇宙的真人電影皆毫無相關。2016年6月，索尼動畫聘請負責構思《鞋貓劍客》（2011年）及《小王子》（2015年）的故事的鮑伯·培斯奇提來執導電影。
2017年1月，索尼宣布，該片將使用麥爾斯·莫拉雷斯版本的蜘蛛人作為主角，並透露彼得·拉姆齊將與培斯奇提一同擔任導演。亞歷克斯·赫希被證實將為該片提供故事。4月，沙梅克·摩爾簽約為麥爾斯·莫拉雷斯配音，而李佛·薛伯則為一名未知的反派角色獻聲。6月，馬赫夏拉·阿里與布萊恩·泰瑞·亨利加入了配音員的行列。洛德與米勒於12月宣布，該片的片名為《Spider-Man: Into the Spider-Verse》，並透露片中會有許多位蜘蛛人。與此同時，羅德尼·羅斯曼也加入了導演的行列。2018年4月，據報導，傑克·強森將聲演彼得·帕克 / 蜘蛛人，且綠惡魔、金霸王與潛行者等漫畫反派也將登場。6月，索尼公布了其餘演名單，其中包含海莉·史坦菲德（聲演關·史黛西 / 女蜘蛛人·關）、蘿倫·維萊斯（聲演麥爾斯的母親里歐·戴維斯）與莉莉·湯姆琳（聲演彼得的嬸嬸梅·帕克）等人。7月，尼可拉斯·凱吉加入劇組，聲演暗影蜘蛛人，而約翰·穆拉尼與貴美子·格倫則分別簽約聲演豬豬人和潘妮·帕克。
2018年7月，丹尼尔·彭伯顿宣布为影片配乐。原声带专辑于影片上映当天由联众唱片发行，配乐专辑于12月17日由索尼古典唱片单独发行。

## 發行
本片計劃於2018年12月14日由哥倫比亞影業在美國發行。此前，上映日期還曾定在2018年7月20日及2018年12月21日。中国大陆于2018年12月21日上映，但由于原片追加致敬史丹·李和史蒂夫·迪特科的彩蛋的提交时间晚于大陆译制版制作的截止时间，故与其他地区上映的版本相比被删减掉。
索尼影业家庭娱乐于2019年2月26日在数字平台发行本片，3月19日推出藍光光碟、超高清蓝光光碟和DVD。3D蓝光于2019年4月10日在英美国家以外地区发行

### 評價
根据評論匯總网站爛番茄汇总的394篇评论文章，97%的评论家给予该作正面评价，平均打分为8.8分（满分10分），在Metacritic上，50位影評人共給予了87分的分數（滿分100分），這部電影獲得了「一致好評」。。
電影在爛番茄於2023年2月整理出60部黑人電影的排行榜中位居第4名。2023年8月，本片在爛番茄整理「2010年代最佳50部超級英雄片」的排行榜，位居第3名。

### 票房
北美方面，首周拿下3540万美元的票房，成为当周的票房冠军。并且成为美国有史以来12月份首周票房最高的动画电影。最终成绩1.89亿美元。
中国大陆方面，电影首周上映3天收获1.8亿人民币票房，在《水行俠》之后，位列当周票房亚军。最终累计4.27亿人民币。
台灣方面，首週四天票房為新台幣1459萬元；次週票房累計至新台幣2453萬元；第三週票房累計至新台幣3093萬元；第四週票房累計至新台幣3683萬元；最終全台票房為新台幣4563萬元。
| 上一届： 《無敵破壞王2：網路大暴走》 | 2018年美國週末票房冠軍 第50週 | 下一届： 《水行俠》 |

### 榮譽
影片获提名第76届金球奖最佳动画片奖，赢得第24屆評論家選擇電影獎和第91届奥斯卡金像奖最佳动画片奖，打破自2011年的《飆風雷哥》以来迪士尼及皮克斯包揽奥斯卡最佳动画片奖的纪录，是第6部赢得该奖项的非迪士尼或皮克斯作品。
影片入选多家媒体的年度十佳电影榜单，名列Metacritic五个榜单的第一位，列入《纽约杂志》10年最佳影片榜单第9位。

## 後續作品

### 續集
2018年8月，三位导演仍将工作重心放在完成本片上，但也承认在影片中登场的平行宇宙会为不同的故事营造可能性，取决于本片能否取得成功。到11月底，索尼不顾“令人难以置信的杂音”，着手开发本片的续集及外传。续集有望由若阿金·多斯·桑托斯、坎普·鲍尔斯和贾斯汀·K·汤普森（Justin K. Thompson）执导，大卫·卡拉汉、劳德和米勒编剧，延续米勒·莫拉莱斯的剧情。除了劳德和米勒回归担任制片人及联合编剧外，由日本东映株式會社於1978年製作的《蜘蛛侠》的主角山城拓也及「女蜘蛛人」潔西卡·德魯将在影片中亮相，后者由伊萨·雷配音。影片于2020年6月投入制作，定于2022年4月8日上映，后受2019冠状病毒病疫情影响推迟至2023年6月2日上映。

### 衍生電影
外传電影《女蜘蛛人》聚焦于三位女蜘蛛人的故事，包括關·史黛西版女蜘蛛人、潔西卡·德魯版女蜘蛛人及蛛絲。影片由贝克·史密斯（Bek Smith）编剧，劳伦·蒙哥马利有望导演。
约翰·穆拉尼有意出演以豬豬人为主角的外传电影，暗示剧情有水门事件的风格，台词像《郵報：密戰》或《驚天大陰謀》，讲述身为记者的豬豬人。

### 電視劇
《蜘蛛侠：平行宇宙》上映后，索尼正商讨为影片中的角色开发电视剧。劳德和米勒有兴趣制作以蜘猪侠为主角的短片动画，而索尼则宣布将为各个角色开发衍生电视剧。
2019年4月，劳德和米勒与索尼影视电视签订5年合同，与索尼影视动画联合打造漫威电视动画，其中一部有望改编自《平行宇宙》。在8月的讨论会上，米勒未透露新作的上线渠道或时间，只说是真人电视剧，且每部电视剧都有独特的体验，同时紧密联系。

## 外部連結
- 官方网站
- 互联网电影数据库（IMDb）上《蜘蛛人：新宇宙》的资料（英文）
- 爛番茄上《蜘蛛人：新宇宙》的資料（英文）
- Box Office Mojo上《蜘蛛人：新宇宙》的資料（英文）
- Metacritic上《蜘蛛人：新宇宙》的資料（英文）
- AllMovie上《蜘蛛人：新宇宙》的资料（英文）
- 開眼電影網上《蜘蛛人：新宇宙》的資料（繁體中文）
- 时光网上《蜘蛛人：新宇宙》的資料（简体中文）
- 豆瓣电影上《蜘蛛人：新宇宙》的資料 （简体中文）